# Aizawa Seishisai
Aizawa Seishisai (会沢 正志斎) (nascido a 5 de julho de 1781, morre a 27 de agosto de 1863) foi um samurai e pensador nacionalista japonês da escola Mito durante o Bakumatsu, em finais do período Edo. O seu nome de nascimento foi Aizawa Yasushi (会沢安).

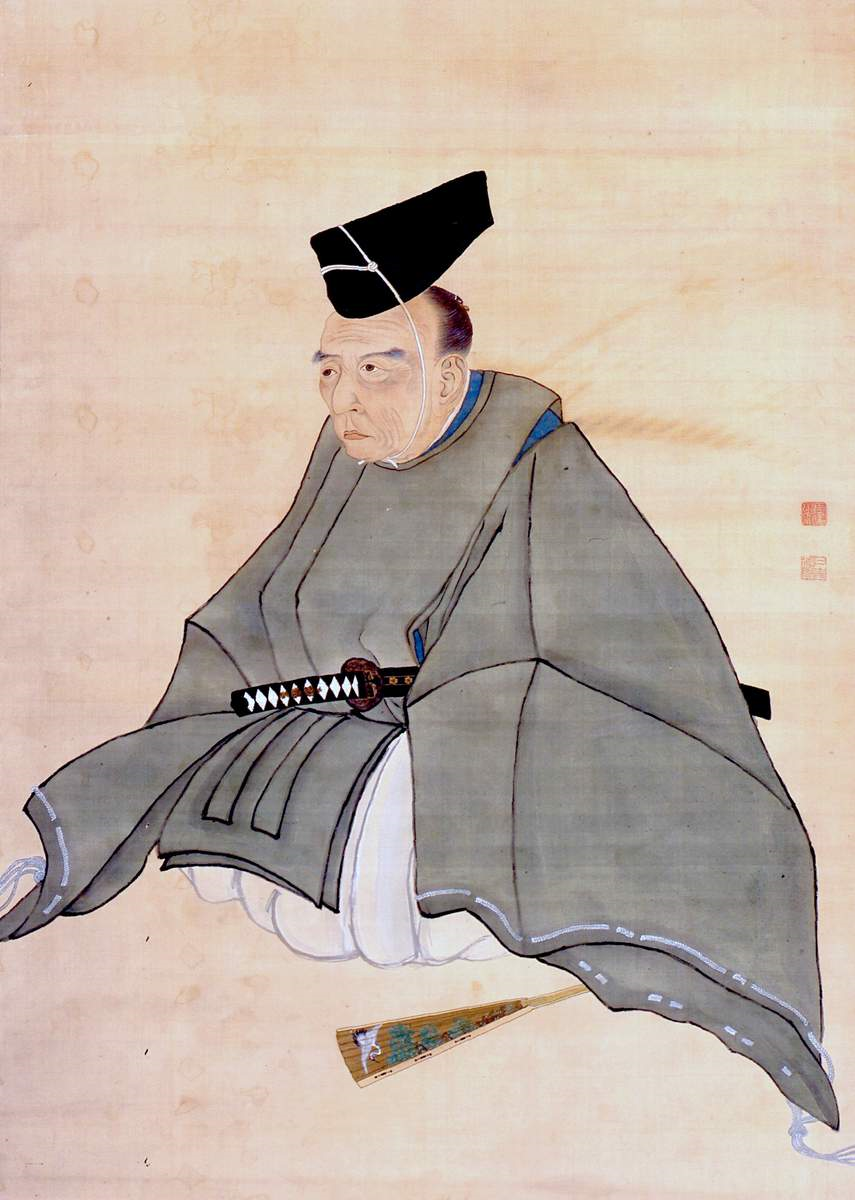
Aizawa Seishisai

Em 1799, envolveu-se na compilação bibliográfica Dai Nihon-shi (Grande História do Japão) realizada pela escola Mito. Em 1825 Aizawa escreveu Shinron, um colectânea de ensaios que travaram fundamentalmente o conceito de kukotai ("política nacional"), um termo que Aizawa havia popularizado. O Shinron alertava para a ameaça de navios estrangeiros e mais tarde tornou-se uma importante obra para o movimento sonnō jōi.
Em 1840 Aizawa tornou-se o primeiro chefe de professores da escola Mito Kodokan, contudo foi forçado a demitir-se em 1844, quando Tokugawa Nariaki renunciou ao cargo de líder do domínio Mito. Mais tarde, ele voltou para o Kodokan.